# Santo Antônio de Goiás
Santo Antônio de Goiás là một đô thị thuộc bang Goiás, Brasil. Đô thị này có diện tích 132,803 km², dân số năm 2007 là 3932 người, mật độ 29,6 người/km².